# 並木學
並木 學（なみき まなぶ、1971年 - ）はゲームミュージックの作曲家、編曲家、ゲームクリエイター。千葉県出身。旧活動名は並木 学（読み同じ）。

## 来歴
アルュメ、NMK（エヌエムケイ）、ライジング（現エイティング）を経て、2002年10月4日に崎元仁、岩田匡治とともにベイシスケイプを設立。NMK入社の際に3人目のサウンド担当だったことと先輩が使っていたワープロソフト「一太郎Ver.3」から「三太郎」と呼ばれ、そこから変化した「さんたるる」の名義も用いている。2011年にベイシスケイプを退社し、翌年2012年に開発で縁のあるM2へ移籍。2017年1月にM2を退社し、グリッド株式会社に所属。その後フリーランスとなっている。
2024年3月17日付の公式Xアカウントにて、名前を祖父が命名した時の漢字表記に改めるとして、活動名を「並木学」から「並木學」に変更することを発表した。

## 主な作品

### ゲーム
- 1991年 - レゾン（グラフィッカー）
- 1993年
  - サンダードラゴン2（全曲）
  - 超時空要塞マクロスII（HIDE-KAZ、ひろと共同）
  - クイズぱにくるふぁんたじ〜（数曲）
  - アメリカ横断ウルトラクイズPART4
  - ボンジャックツイン（全曲）
- 1994年 - 作戦名ラグナロク（全曲）
- 1995年
  - P-47 ACES（他2名と共同）
  - 湾岸戦争（全曲）
- 1996年 - バトルガレッガ（全曲）
- 1997年 - 伸縮対戦 It's a のにー!（5曲）
- 1998年
  - アームドポリス バトライダー（崎元仁、小谷野謙一と共同、アレンジ原曲に一部本山淳弘と岩田匡治）
  - 鋼仁戦記（効果音）
- 2001年 - DOKI×DOKIさせて!!（全曲）
- 2002年
  - 怒首領蜂大往生（全曲）
  - デジタルモンスター ディープロジェクト（全曲）
  - デ・ジ・キャラット でじこミュニケーション（合作）
- 2003年 - ケツイ ～絆地獄たち～（全曲）
- 2004年
  - でじこミュニケーション2 打倒!ブラックゲマゲマ団（合作）
  - 鋼の錬金術師 ドリームカーニバル（合作）
  - 虫姫さま（岩田匡治と共同）
- 2005年
  - BLEACH 〜ヒート・ザ・ソウル〜（金田充弘と共同）
  - エスプガルーダII（金田充弘と共同）
- 2006年
  - メタルスラッグ6（金田充弘と共同）
  - SEGA AGES 2500 Vol.28 テトリスコレクション（「テトリス ニューセンチュリー」モードの曲、阿部公弘と共同）
  - 虫姫さま ふたり（阿部公弘と共同）
- 2007年
  - beatmaniaIIDX13 DistorteD（楽曲提供）
  - デススマイルズ（全曲）
- 2008年
  - 怒首領蜂 大復活
  - 救急救命 カドゥケウス2（上倉紀行と共同）
  - グラディウス リバース
  - ファンタジーゾーンII オパオパの涙　SYSTEM16風 リメイク版
  - デススマイルズ メガブラックレーベル（追加ステージ「水晶神殿」）
- 2009年
  - デススマイルズII 魔界のメリークリスマス
  - 魂斗羅ReBirth
  - ドラキュラ伝説 ReBirth
- 2010年
  - 怒首領蜂 大復活 ブラックレーベル
  - 燃やすパズル フレイムテイル（伊藤美紀、藤原達也、高本誠一、椎葉大翼と共同）
  - NEOGEO Station（メインシステム画面BGM〈アレンジ〉）
- 2011年
  - 勇者30 SECOND（数曲）
  - ブラック★ロックシューター THE GAME（全曲）
- 2012年
  - 怒首領蜂最大往生（全曲）
  - 哭牙 KOKUGA（全曲）
- 2013年
  - アホ毛ちゃんばら（ゲームデザイナー、ディレクター）
  - Caladrius（工藤吉三と共同）
- 2014年
  - 3D アウトラン（追加楽曲「Cruising Line」）
  - 3D ファンタジーゾーンIIダブル（追加楽曲「ENDLESS LOVE」）
  - 大乱闘スマッシュブラザーズ for Wii U（一部楽曲の編曲を担当）
  - セガ3D復刻アーカイブス（タイトル、メニュー曲）
- 2016年 - キラキラスターナイトDX（Sntrr名義、1曲提供）
- 2017年 - 8BIT MUSIC POWER FINAL（Sntrr名義、1曲提供）
- 2018年 - 三極ジャスティス（松本大輔と共同）
- 2020年
  - アストロ忍者マン（Bun、齋藤博人、塩田信之と共同）
  - アレスタコレクション（GGアレスタ3全曲 企画・ディレクションも兼任）[6][7]。
  - ギミック!EXACT☆MIX（編曲）

### その他
- 2021年 - ふじみ野歴史アニメ[8] - 埼玉県ふじみ野市の施設「ふじみ野ステラ・イースト」で上映されているアニメ作品。